# Eotetranychus zempoalensis
Eotetranychus zempoalensis är en spindeldjursart som beskrevs av Tuttle, Baker och Abbatiello 1976. Eotetranychus zempoalensis ingår i släktet Eotetranychus och familjen Tetranychidae. Inga underarter finns listade i Catalogue of Life.